# Чемпіонат Німеччини з хокею 2007—2008
Чемпіонат Німеччини з хокею 2008 — 91-ий чемпіонат Німеччини з хокею, чемпіоном став Айсберен Берлін. Чемпіонат тривав з 7 вересня 2007 року по 9 березня 2008 року. Матчі серії плей-оф проходили з 18 березня по 20 квітня 2008 року.

## Трансферна політика клубів
Перед сезоном клуби поповнились чималим десантом колишніх гравців НХЛ, зокрема серед них: Вейд Сколні, Ерік Богунецький, Скотт Фергюсон, Енді Делмор, Пет Кавана. 

## Регулярний сезон
| М   | Команда                 | І  | В  | ВО | ПО | П  | Ш       | О   |
| --- | ----------------------- | -- | -- | -- | -- | -- | ------- | --- |
| 1.  | Сінуперт Айс Тайгерс    | 56 | 33 | 4  | 8  | 11 | 206:144 | 115 |
| 2.  | Айсберен Берлін         | 56 | 33 | 5  | 4  | 14 | 231:165 | 113 |
| 3.  | Кельнер Гайє            | 56 | 28 | 9  | 7  | 12 | 192:146 | 109 |
| 4.  | «Франкфурт Ліонс»       | 56 | 24 | 8  | 9  | 15 | 188:172 | 97  |
| 5.  | Ізерлон Рустерс         | 56 | 25 | 8  | 5  | 18 | 208:196 | 96  |
| 6.  | Адлер Мангейм           | 56 | 24 | 8  | 4  | 20 | 180:174 | 92  |
| 7.  | Гамбург Фрізерс         | 56 | 23 | 5  | 8  | 20 | 194:171 | 87  |
| 8.  | Ганновер Скорпіонс      | 56 | 20 | 7  | 12 | 17 | 171:171 | 86  |
| 9.  | ДЕГ Метро Старс         | 56 | 23 | 5  | 6  | 22 | 169:173 | 85  |
| 10. | Інгольштадт             | 56 | 19 | 11 | 4  | 22 | 180:190 | 83  |
| 11. | Крефельдські Пінгвіни   | 56 | 22 | 3  | 8  | 23 | 191:193 | 80  |
| 12. | Аугсбург Пантерс        | 56 | 16 | 7  | 5  | 28 | 158:187 | 67  |
| 13. | Грізлі Адамс Вольфсбург | 56 | 14 | 5  | 3  | 34 | 152:202 | 55  |
| 14. | Штраубінг Тайгерс       | 56 | 12 | 4  | 6  | 34 | 132:197 | 50  |
| 15. | Дуйсбург                | 56 | 10 | 5  | 5  | 36 | 142:213 | 45  |

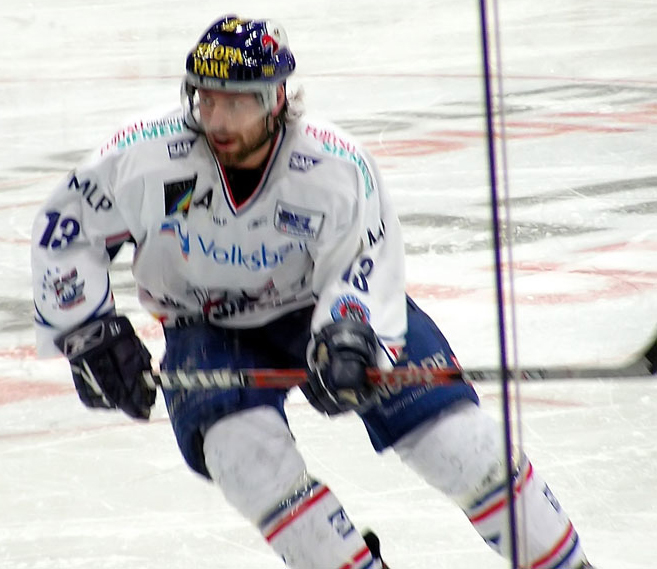
Томаш Мартінець 23 грудня зіграв свій 500 матч в лізі

Скорочення: М = підсумкове місце, І = ігри, В = перемоги, ВО = перемога в овертаймі, ПО = поразки в овертаймі, П = поразки,  Ш = закинуті та пропущені шайби, О = набрані очки
Згідно з регламентом за перемогу - три очка, за перемогу в овертаймі - два очка, за поразку в овертаймі - одне очко.

## Кваліфікація
- Гамбург Фрізерс — Інгольштадт 3:5, 5:4 ОТ, 4:3
- Ганновер Скорпіонс — ДЕГ Метро Старс 4:3, 2:4, 1:2 ОТ

## Плей-оф

### Чвертьфінали
- Сінуперт Айс Тайгерс — ДЕГ Метро Старс 3:2, 1:3, 1:2, 3:6, 2:3
- Кельнер Гайє — Адлер Мангейм 4:3, 1:2, 5:4 ОТ, 4:3 ОТ, 4:1
- «Франкфурт Ліонс» — Ізерлон Рустерс 4:3 ОТ, 2:3 ОТ, 3:4 ОТ, 1:5, 4:2, 4:0, 4:3
- Айсберен Берлін — Гамбург Фрізерс 2:4, 7:4, 6:1, 6:1, 4:3 ОТ

### Півфінали
- Айсберен Берлін — ДЕГ Метро Старс 4:1, 3:4, 4:3 ОТ, 1:5, 3:1
- Кельнер Гайє — «Франкфурт Ліонс» 7:1, 4:5 ОТ, 2:1 ОТ, 3:4, 3:2

### Фінал
- Айсберен Берлін — Кельнер Гайє 3:2 ОТ, 1:2, 4:3, 2:1 ОТ